# Nothing as It Seems
Nothing as It Seems. Singolo dei Pearl Jam estratto dal loro album del 2000, Binaural. Il brano raggiunse, nel maggio 2000, la 3ª posizione nella Billboard Mainstream Rock Chart. La canzone appare anche su Rearviewmirror: Greatest Hits 1991-2003.
Il brano fu composto da Jeff Ament. Nella canzone l'autore suona un contrabbasso, conferendogli un'intensa atmosfera. Sebbene per la band non fu un successo commerciale, il brano viene citato dai fan come una delle preferite. La canzone fu realizzata con la tecnica della registrazione binaurale e prodotta da Tchad Blake.
Performance dal vivo del brano sono disponibili, sia sul DVD Touring Band 2000, che sull'album Live at Benaroya Hall.

## Significato del testo
Jeff Ament rivelò che scrisse la canzone in relazione alla sua infanzia trascorsa in una zona rurale del nord del Montana. Egli dichiarò : "È una piccola riflessione riguardo alla mia provenienza...sono cresciuto in una zona rurale nel nord del Montana, ed il brano guarda indietro. Penso che fino a due o tre anni fa guardavo la mia infanzia come se fosse una situazione utopica dove avevo la libertà di correre in bici per il paese. Quando avevo cinque anni e i miei genitori non dovevano preoccuparsi dell'eventualità che qualcuno potesse ripirmi, uccidermi o altre brutte cose del genere. Negli ultimi anni...ho vissuto diversi traumi nel corso della mia infanzia: ho visto cose che ho voluto dimenticare, per mantenere integra la mia salute mentale. Ho appena visto "Affliction" e ho appena letto "Nine Below Zero", un film e un libro densi di contenuti sulla ruralità. Il brano è solo una cosa che è venuta fuori. L'analisi di ciò di cui sto parlando è solo all'inizio ... perché non ho ancora una vera padronanza su tutto questo"

## Formati e tracklist
- Compact Disc Single (USA, Austria e Giappone)
  1. "Nothing As It Seems" (Jeff Ament) – 5:26
  2. "Insignificance" (Eddie Vedder) – 4:33
- Compact Disc Single (Germania e Austria)
  1. "Nothing As It Seems" (Ament) – 5:26
  2. "Insignificance" (Vedder) – 4:33
  3. "Better Man" (live) (Vedder) – 4:37
  4. "Footsteps" (live) (Stone Gossard, Vedder) – 5:23

  - Canzoni dal vivo registrate al Bridge School Benefit 1999.
- Compact Disc Single (Australia)
  1. "Nothing As It Seems" (Ament) – 5:26
  2. "Insignificance" (Vedder) – 4:33
  3. "Footsteps" (live) (Gossard, Vedder) – 5:23
  4. "Better Man" (live) (Vedder) – 4:37

  - Canzoni dal vivo registrate al Bridge School Benefit 1999.
- Compact Disc Single (Regno Unito)
  1. "Nothing As It Seems" (Ament) – 5:26
  2. "Better Man" (live) (Vedder) – 4:37
  3. "Footsteps" (live) (Gossard, Vedder) – 5:23

  - Canzoni dal vivo registrate al Bridge School Benefit 1999.
- 7" Vinyl Single (Regno Unito)
  1. "Nothing As It Seems" (Ament) – 5:26
  2. "Insignificance" (Vedder) – 4:33
- 12" Vinyl Single (Europe)
  1. "Nothing As It Seems" (Ament) – 5:26
  2. "Insignificance" (Vedder) – 4:33
  3. "Better Man" (live) (Vedder) – 4:37
  4. "Footsteps" (live) (Gossard, Vedder) – 5:23

  - Canzoni dal vivo registrate al Bridge School Benefit 1999.